# Fano-variëteit
In algebraïsche meetkunde is een Fano-variëteit, geïntroduceerd door Gino Fano, een niet-singuliere complete variëteit waarvan de anti-kanonieke bundel een ruime lijnbundel is. In het bijzonder hebben alle Fano-variëteiten een Kodaira-dimensie −∞. 
Fano-variëteiten in dimensies 1 zijn isomorf met de projectieve lijn. In dimensie 2 zijn Fano-variëteiten del Pezzo-oppervlakken en zijn zij isomorf ofwel aan  {\displaystyle \mathbb {P} ^{1}\times \mathbb {P} ^{1}} of aan het projectieve vlak opgeblazen op hoogstens 8 algemene punten, en in het bijzonder zijn zij allen rationaal. In dimensie 3 zijn er niet-rationale voorbeelden. Iskovskih classificeerde de Fano 3-folds waar het tweede Betti-getal gelijk is aan 1 in 18 klassen, en Mori deed in 1981 hetzelfde voor Fano 3-folds met het tweede Betti-getal gelijk aan 2, waarbij hij 88 vervormingsklassen vond. 